# Prisión de Pankrác
La Prisión de Pankrác (en checo: Věznice Pankrác) es una cárcel en Praga, República Checa. Se ubica al sureste del centro de la ciudad en el distrito de Pankrác, no lejos de la estación de metro Pražského povstání en la Línea C. Sirve en parte como una prisión para los procesados y parcialmente para los reclusos condenados. Desde 2008, las mujeres también han sido encarceladas aquí. La prisión fue construida entre 1885 y 1889 con el fin de sustituir la obsoleta prisión de San Wenceslao (Svatováclavská trestnice), que se encontraba entre la Plaza Carlos y el río Moldava.